# 직함
직함(職銜, corporate titles 또는 business title)이란 사회 각 조직에서 개인이 맡은 직책에 대한 호칭을 말한다. 직함의 종류는 사회 조직의 종류에 따라 다르다(예를 들어 공무원 조직의 직함과 민간 조직의 직함이 각각 다르듯이). 유럽문화권에서는 직함을 사람의 호칭으로 부르는 일이 드무나(Doctor같은 경우는 예외) 동아시아권에서는 직함을 그대로 그 사람에 대한 높임말로 쓰는 문화가 있다.
회사 직함이나 사업 직함은 회사 임원에게 부여되어 조직에서 어떤 의무와 책임을 가지고 있는지 보여준다. 이러한 직함은 기업 직함을 부여하는 공공 및 민간 영리 기업, 협동조합, 비영리 조직, 교육 기관, 파트너십 및 개인 소유주에서 사용된다.

## 같이 보기
- 이름뒤 칭호
- 이름앞 칭호